# Раздерихинский овраг
Раздери́хинский овраг — овраг в центральной части Кирова (Вятки). Одно из самых значимых мест в истории города.
Начинается на углу Казанской улицы и Пионерского переулка, тянется дугой до реки Вятки. По оврагу проходит Слободской спуск. Над южной частью Раздерихинского оврага расположен Александровский сад и две ротонды. Из сада на Набережную Грина проходит пешеходный мост.

## Название
На старых планах города овраг называется Вздерихинским. Согласно словарю Даля, вздираться — с трудом влезать по неудобному месту. Многие «вздирались» в Вятку по этому оврагу от причала. Позднее 60-метровый подъем в город с реки был вымощен булыжником, а потом и заасфальтирован, однако и сейчас он кажется довольно крутым.
Происхождение названия «Раздерихинский» связывают со сражением с устюжанами в начале XV века. Оно случилось в этом овраге, и было названо вятчанами «раздерихой».

## История

### Вятское городище
На мысе, образованным коренным берегом реки Вятки и Раздерихинским оврагом, расположено Вятское городище. В XI—XIII веках оно являлось поселением древних удмуртов. Сейчас территорию городища занимает Александровский сад и ротонда. В ходе археологической разведки на данном участке Л. П. Гуссаковским в южной части мыса было прослежено серпообразное возвышение, отрезающее мыс от остального плато. Как показал заложенный на данном всхолмлении шурф, оно состояло из пластов насыпной глины мощностью 1,7-1,8 м без каких-либо вкраплений строительного мусора. Археолог предположил, что «возможно, это всхолмление является остатками древнего вала, ограничивающего городище». В настоящее время линия вала не видна. Вероятно, она была уничтожена в ходе многочисленных работ по благоустройству территории Александровского сада.
Раскопки показали, что в результате различных земляных работ культурный слой Вятского городища оказался почти полностью уничтожен. В верхней части большинства шурфов были обнаружены следы сооружений XVII—XVIII вв. и слоя XV—XVII вв. Лишь в шести шурфах, располагавшихся около восточного края площадки, были зафиксированы остатки древнейшего культурного слоя мощностью от 5 до 15 см. При этом в нем можно выделить дорусские напластования вв., оставленные, с точки зрения Л. П. Гуссаковского, древнеудмуртским населением, в которых обнаружены фрагменты серой лепной керамики с примесью толченой раковины, бронзовая литая орнаментированная обойма от рукояти ножа и небольшая бронзовая копоушка, найденная ранее во время земляных работ. По аналогиям данные предметы были датированы Гуссаковским XI—XIII вв.

### Новгородская колонизация
На рубеже XII—XIII веков начинается Славянская колонизация Вятской земли. Первые русские поселенцы в это время прибывают и на территорию Вятского городища. Южнее, на мысе между берегом реки Вятки и Засорным оврагом, был основан город Вятка. До второй половины XIII это было селище, ставшее затем уже полноценным городским поселением и столицей всей Вятской республики. К началу XV века в городе возникает посад, который защищается острогом. Вятское городище таким образом входит в состав города, а границы его в течение нескольких столетий будут проходить по Раздерихинскому оврагу.

### Битва с устюжанами
В начале XV века в Вятской республике вспыхивает внутренняя борьба. Московский наместник Анфал Никитин в результате неудачного похода попадает в золотоордынский плен, из-за чего его заменяют уже другим наместником — Михаилом Россохиным. Освободившись из плена, Никитин собирает войско устюжан и двинулся к Вятке. По одним летописям этот поход случился в 1418 году, по другим — в 1421. Устюжане попытались взять город ночным штурмом, но были разбиты. Битва состоялась на севере города, в Раздерихинском овраге, у стен острога. В итоге Анфал Никитин вместе со своим сыном Нестором были убиты.
В память о погибших воинах начали проводить ежегодную панихиду, которая со временем переросла в главный городской праздник — Свистопляску, а сама битва стала городской легендой.

### Русское царство и Российская империя
После завоевания Вятской республики в 1489 году Раздерихинский овраг ещё долгое время оставался северной границей города, а овраг Засора — южной. Город, зажатый двумя природными преградами, рос на запад. В XV веке граница острога дважды переносилась. К концу XVI века она находилась ещё западнее. Последняя перестройка острога произошла в XVII веке, в связи с частыми крестьянскими восстаниями в Поволжье.
В 1784, из-за появления регулярного плана города, овраг полностью входит в черту города. До революции с конца Раздерихинского оврага начинался Великорецкий крестный ход — паломники отправлялись в село Великорецкое водным путём. Также в овраге праздновали Свистопляску. С приходом советской власти обе эти традиции прервались.

## Достопримечательности

### Раздерихинская часовня
К середине XIX в. старая деревянная Раздерихинская часовня обветшала. В 1875 г. на её месте была сооружена каменная часовня по проекту архитектора Н. А. Андреевского. В 1925 г. в рамках борьбы с религией часовня была уничтожена.
Восстановление началось 1990-х гг., когда спонсировать возведение часовни взялся предприниматель А. А. Крундышев. Однако 16 октября 1996 г. в 8 часов утра во дворе дома по ул. Волкова он был убит выстрелом из ружья. Это стало одним из самых резонансных заказных убийств в новейшей истории города. Строительство часовни затянулось и завершилось только в 1999 году.
В 2010 г. в Устюжской часовне был совершен торжественный молебен по погибшим в страшной битве XV в. воинам в присутствии почетных гостей из Великого Устюга. Также состоялась своеобразная акция примирения: вятчане и устюжане по очереди испили воды из общего чана, обнялись и решили забыть былые обиды навсегда.

### Александровский сад и ротонды

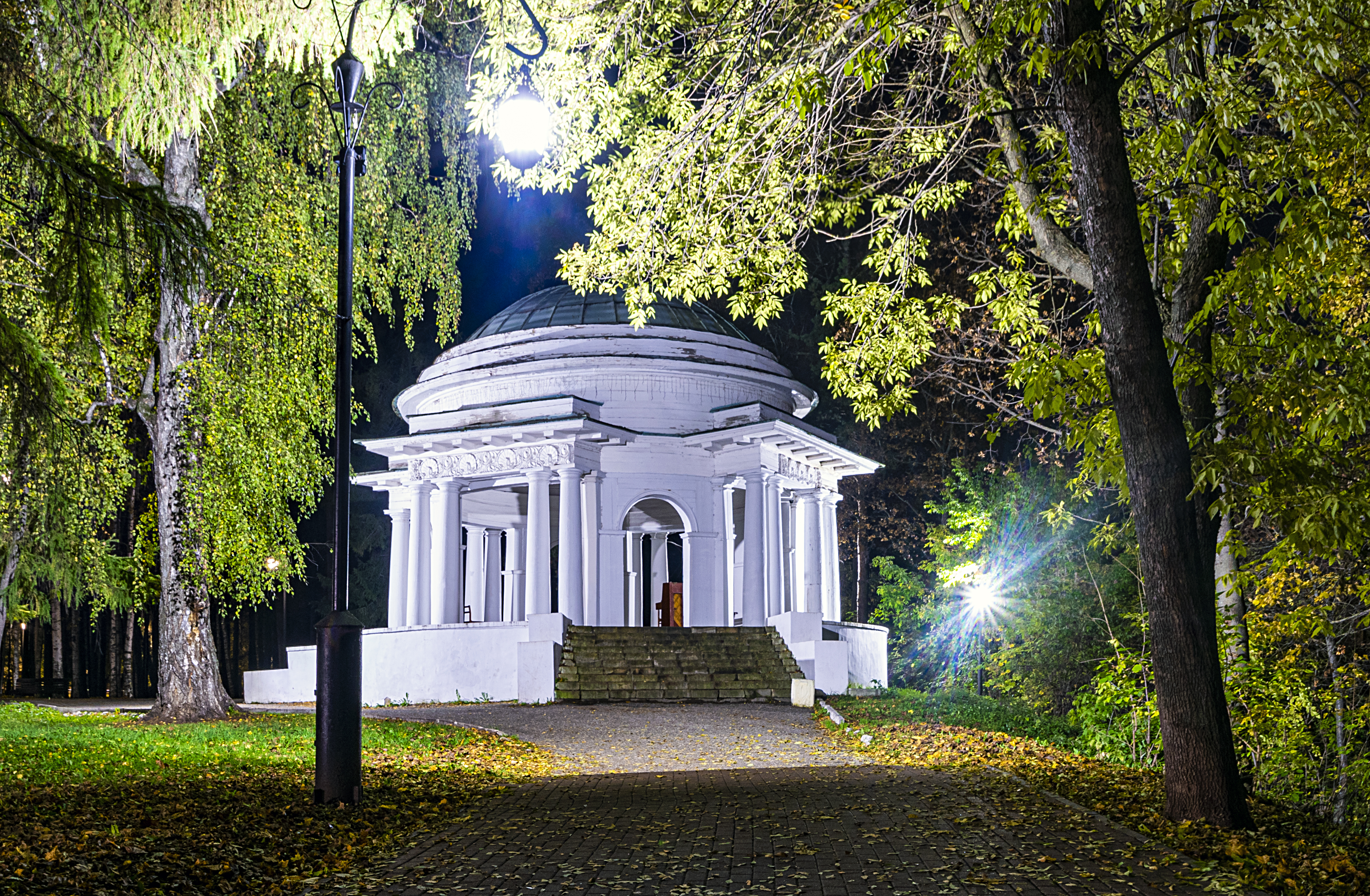
Центральная ротонда

Создание Александровского сада началось осенью 1825 года. Он занял мыс, образованный берегом реки Вятки и склоном Раздерихинского оврага. В 1834—1835 гг. губернский землемер Ивакин составил план сада, а архитектор Тимофеев разработал проект двух деревянных беседок. Открытие сада состоялось 30 августа 1835 г.

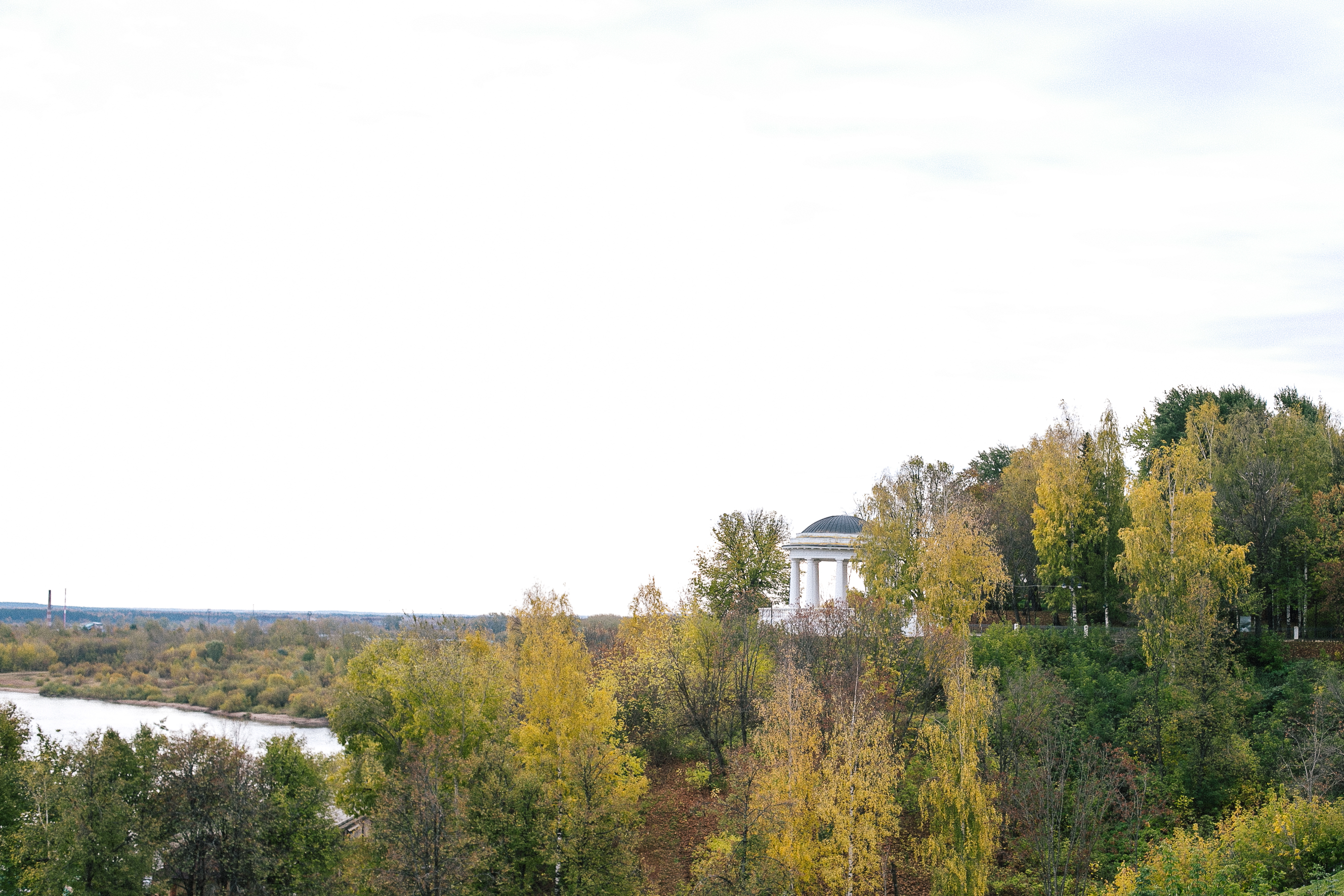
Береговая ротонда в Александровском саду

Губернатор Тюфяев обратился с письмом к министру внутренних дел, спрашивая разрешения назвать сад Александровским в память о посещении Вятки императором Александром I в 1824 г. В декабре министр сообщил, что император рассмотрел присланные чертежи и разрешил именовать сад Александровским.
К 12 сентября 1835 года по проекту губернского архитектора Александра Тимофеева было выстроено две деревянные ротонды — центральная и береговая. Обе они расположились на склоне оврага.
Облик береговой беседки представляет собой канонический тип малой архитектурной формы эпохи классицизма. Круглая в плане постройка поставлена на высокий кирпичный стилобат с двумя всходами, основанный на специально подсыпанном участке местности. Десять стройных колонн поддерживают гладкий антаблемент, завершённый плоским куполом-сенью. Слабый рельеф нанесен лишь рядом кронштейнов, укреплённых под карнизной полкой. Из береговой беседки открывается отличный вид — на вятские дали, Старый мост через реку, Набережную Грина и слободу Дымково.
Центральная ротонда монументальна и устойчива. Она прорезанна диаметральными арками и проёмами. Четыре портика с двумя парами колонн по краям, оформляющие входы, придают плану крестообразную форму. Фриз портиков украшает алебастровый барельеф, включающий мотивы растительного орнамента. Выше портиков — гладкий, высокий антаблемент ротонды. Объём постройки перекрыт куполом на двухступенчатом основании. Павильон установлен на круглом кирпичном цоколе с тремя лестницами-всходами. Визуально связанный с воротами сада, павильон закрепляет северную оконечность центральной аллеи и служит ключевым звеном паркового ансамбля.
В дореволюционный период в беседках по праздникам выступал духовой оркестр, в наше время в них также проводятся различные мероприятия, праздники и свадьбы.